# Mixes
Els mixe són un dels pobles indígenes de Mèxic que pertany a la família lingüística mixe-zoque (mikse-soke). Els zapoteques els anomenen wichikovi.

## Localització
Viuen a l'Est d'Oaxaca en tres zones de 45 municipis, entre ells Cacalotepec (5-8.000 h), San Juan Guichicovi (40.000 h, dels quals el 90% són mixe i el 10% zapoteca) i uns 60.000 més repartits en tres zones:

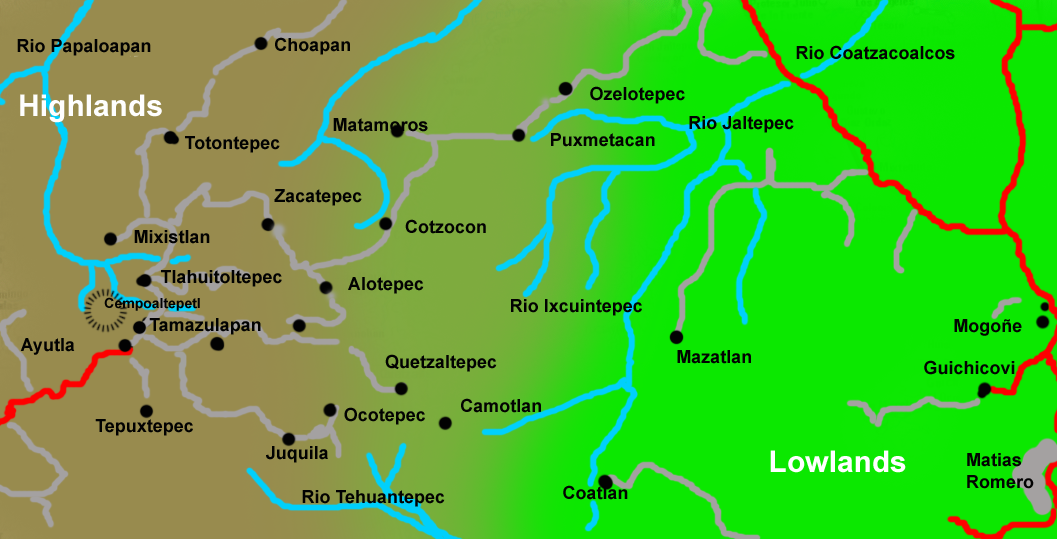
Les principals viles de la regió Mixe

- Baixa, a San Juan Guichicovi, San Juan Mazatlan, Xaltepec i part d'Itzcuintepec.
- Mitjana, a San Juan Cotzocon, Zacatepec (Mɨɨygɨxy), Alotepec i Quetzaltepec.
- Alta, a Tamazulapa, Ayucla, Cacalutepec i Mitzeplan.

## Demografia
La seva llengua era parlada per unes 130.000 persones el 1997. Segons el cens mexicà del 2000, hi havia 168.935 mixes, dels quals el 80,1% parlava la llengua ameríndia. Lingüísticament es poden distingir diversos grups:
- Coatlán, a Centre i Est Oaxaca. 5.000 parlants
- Guichicovi, al NE Oaxaca, al municipi de San Juan Guichicovi. Entre 15.000 i 18.000 parlants.
- Juquila, a Centre i Est Oaxaca. 8.500 parlants
- Mazatlán, a Oaxaca, 25.000 parlants
- Quetzaltepec, al NE Oaxaca. 25.000 parlants
- Tlahuitoltepec, al NE d'Oaxaca. 5.000 parlants
- Totontepec, al NE Oaxaca. 6.000 parlants

## Denominació
La paraula "mixe" és una derivació de mixy ("home"), però l'autònim mixe és Ayuukjä'äy, compost per les arrels a ("idioma", "paraula"), yuuk ("muntanya", "florit") i yä'äy ("gent"), és a dir, els mixes s'anomenen en mixe), poble de la llengua florida (una denominació similar a la dels pobles nahua). Aquest nom té variants, segons el dialecte de la llengua mixe de què es tracti: [ʔajɤːkʰ], [ʔajuːhkʰ] o [ʔajuːkʰ].

## Costums
Són els habitants més antics d'Oaxaca, molt barrejats culturalment amb els zapoteca. La seva principal comunitat és San Juan Guichicovi, a Tehuantepec, i també seu de la secció mixe d'UCIZONI i del Centro Cultural Mixe, dirigit per Albino Pedro Jacinto, un dels caps d'UCIZONI, i Darío Ramón.
A la zona més alta són més organitzats, mantenen més viva la cultura pròpia, no hi ha arribat els partits polítics, conserven la forma organitzativa comunitarista, i els autoritats s'escullen per mèrit, i si no compleixen, els sancionen. A la zona mitjana i baixa, però, han de formar part dels partits. Encara hi ha endevinadors del temps, i els consells d'ancians que fan d'assessors, i mantenen molts dels antics rites. Mantenen el tequio o treball comunitari per aixecar una casa. També s'ha donat alguns casos de poligàmia.
Tot i que des del 1940 s'hi ha introduït amb força sectes protestants, encara mantenen rituals respecte a la terra en el conreu del cafè o del moresc. A San Juan la terra municipal és repartida entre 36 ejidos on també es practica el tequio social en el conreu de cafè.

## Història
Pels anys 50, en plena efervescència de la reforma agrària, els donaren a unes 40 famílies 30.000 hectàrees, i fundaren la comunitat Benito Juárez, vora la vial de Matías Romero. Les treballaren i plantaren moresc i cafè. A començaments dels 80 els soldats arribaren i els expropiaren els terres en nom d'uns suposats propietaris. Només els deixaren 100 hectàrees, i la resta, la donaren a la indústria fustera.
El 1991 estaven elaborant un mètode d'ensenyament en mixe, amb un vocabulari temàtic i quaderns de treball. També reclamen l'autodeterminació índia i autonomia territorial.

## Radio Jën Poj
A Santa María Tlahuitoltepec es localitza la radioemisora Radio Jën Poj, que va sorgir a l'agost de 2001 per iniciativa d'un grup de joves estudiants, professionals i comuners mixes.
La ràdio Jën Poj s'ha convertit en un mitjà important de la regió, una manera més fàcil de comunicar-se en cas d'emergències o algun assumpte important; al pas dels anys ha crescut una gran quantitat d'oïdores, abastant la zona zapotecs i mixe baixa. La radiodifussora emet diàriament diferents tipus de programes.